# Placidochromis
Placidochromis – rodzaj słodkowodnych ryb okoniokształtnych z rodziny pielęgnicowatych (Cichlidae).

## Występowanie
Do rodzaju należą gatunki endemiczne jeziora Malawi (Niasa) w Afryce.

## Klasyfikacja
Gatunki zaliczane do tego rodzaju:
- Placidochromis acuticeps Hanssens, 2004
- Placidochromis acutirostris Hanssens, 2004
- Placidochromis argyrogaster Hanssens, 2004
- Placidochromis boops Hanssens, 2004
- Placidochromis borealis Hanssens, 2004
- Placidochromis chilolae Hanssens, 2004
- Placidochromis communis Hanssens, 2004
- Placidochromis domirae Hanssens, 2004
- Placidochromis ecclesi Hanssens, 2004
- Placidochromis electra (Burgess, 1979)
- Placidochromis elongatus Hanssens, 2004
- Placidochromis fuscus Hanssens, 2004
- Placidochromis hennydaviesae (Burgess & Axelrod, 1973)
- Placidochromis intermedius Hanssens, 2004
- Placidochromis johnstoni (Günther, 1894)
- Placidochromis koningsi Hanssens, 2004
- Placidochromis lineatus Hanssens, 2004
- Placidochromis longimanus (Trewavas, 1935)
- Placidochromis longirostris Hanssens, 2004
- Placidochromis longus Hanssens, 2004
- Placidochromis lukomae Hanssens, 2004
- Placidochromis macroceps Hanssens, 2004
- Placidochromis macrognathus Hanssens, 2004
- Placidochromis mbunoides Hanssens, 2004
- Placidochromis milomo Oliver, 1989
- Placidochromis minor Hanssens, 2004
- Placidochromis minutus Hanssens, 2004
- Placidochromis msakae Hanssens, 2004
- Placidochromis nigribarbis Hanssens, 2004
- Placidochromis nkhatae Hanssens, 2004
- Placidochromis nkhotakotae Hanssens, 2004
- Placidochromis obscurus Hanssens, 2004
- Placidochromis ordinarius Hanssens, 2004
- Placidochromis orthognathus Hanssens, 2004
- Placidochromis pallidus Hanssens, 2004
- Placidochromis phenochilus (Trewavas, 1935)
- Placidochromis platyrhynchos Hanssens, 2004
- Placidochromis polli (Burgess & Axelrod, 1973)
- Placidochromis rotundifrons Hanssens, 2004
- Placidochromis trewavasae Hanssens, 2004
- Placidochromis turneri Hanssens, 2004
- Placidochromis vulgaris Hanssens, 2004

Gatunkiem typowym jest Haplochromis longimanus.